# ملکه مارها ۲
ملکه مارها ۲ (انگلیسی: Nigahen: Nagina Part II) فیلمی هندی در سبک فانتزی است که در سال ۱۹۸۹ منتشر شد. از بازیگران آن می‌توان به سری دوی، سانی دیول و انوپم کهیر، پران، گلشن گروور، آریونا ایرانی اشاره کرد.
این فیلم دنباله فیلم ملکه مارها محسوب می‌شود.